# Taxi 4
Taxi 4 (stilizat ca T4xi) este un film francez de comedie-acțiune din anul 2007, regizat de Gérard Krawczyk. Acesta este o continuare a filmului Taxi 3 (2003) și cea de-a patra din seria de filme Taxi. Ca și în celelalte filme din franciză, Samy Naceri joacă rolul șoferului de taxi "Daniel Morales", de data aceasta într-un Peugeot 407, spre deosebire de 406 din filmele precedente. În acest film apare și fotbalistul Djibril Cissé într-un rol cameo.

## Distribuție
- Samy Naceri : Daniel Morales
- Frédéric Diefenthal : Émilien Coutant Ker-Balec
- Bernard Farcy : comisarul Gérard Gibert
- Emma Sjöberg : Petra
- Édouard Montoute : Alain Trésor
- Jean-Luc Couchard : belgianul
- Jean-Christophe Bouvet : generalul Bertineau
- François Damiens : Serge
- Mourade Zeguendi : Sukk
- Henri Cohen : bancherul
- Djibril Cissé : el însuși
- Patrick Poivre d'Arvor : el însuși
- Frédérique Tirmont : soția generalulului Bertineau
- Marc Andréoni : M. Martinez
- Mermoz Melchior : Maxime - fiul Petrei și al lui Émilien
- Driss Spinosa : Léo - fiul lui Lilly și Daniel
- Jean-François Malet : arbitrul
- Catalina Denis : fiul lui Smart

## Coloana sonoră
CD 1
1. The Black Eyed Peas - Pump It
2. Sniper - Quoi qu'il arrive
3. Kery James feat. Anissa - Symphonie d'amour
4. Melissa feat. Akhenaton - Avec tout mon amour
5. J-Mi Sissoko feat. Lino - Enfant du ghetto
6. Bakar - Être un homme
7. Shy'm - Victoire (remix)
8. El Matador - Génération Wesh Wesh
9. Tunisiano - Rien à foutre
10. Saïan Supa Crew - Mets les gazes
11. K-Reen feat. Ol' Kainry - Anticonformiste
12. Medine - Les Contraires
13. Mafia K'1 Fry - On vous gêne
14. Melissa et Khaled - Benthi
15. Taïro et Diam's - Qui on appelle ?
16. Sir Samuel - Frérot
17. Akil - Nahreg Alik
18. Sinik - Ennemi d'État
19. Nessbeal feat. K-Reen - Légende d'hiver

CD 2
1. Rim-K feat. Gimenez.E - Hommage
2. LIM, Larsen et Boulox - Taximan
3. Grödash - Ennemi public
4. Kalash l'Afro - Retour à la base

## Box office
În ziua de deschidere, 450.000 de persoane au vizionat filmul în Franța, dintre care 43.000 doar în Paris. Premiera canadiană a filmului T4xi a avut loc la Festivalul de Film Just for Laughs Comedia pe 22 iulie 2007, cu o zi înainte de lansarea generală.